# Amici di Maria De Filippi (settima edizione, fase iniziale)
La settima edizione del talent show musicale Amici di Maria De Filippi è andata in onda nella sua fase iniziale dal 20 ottobre 2007 al 28 gennaio 2008 su Canale 5 nella fascia pomeridiana dal lunedì al venerdì e il sabato pomeriggio con la puntata speciale in onda dalle 14:10 alle 16:00 con la conduzione di Maria De Filippi. Da domenica 3 febbraio con la prima puntata in prima serata è iniziata la fase serale di questa edizione.

## Regolamento
Il regolamento della fase iniziale prevede che i 18 ragazzi, suddivisi in due squadre (la squadra del Sole e la squadra della Luna), ogni settimana si affrontino in una serie di sfide tra componenti di squadre opposte al termine di ognuna delle quali la commissione attribuisce la vittoria a una o l'altra squadra. La squadra vincente è immune da possibili sfide da parte di sfidanti esterni che vogliono entrare nella scuola. La squadra perdente è invece esposta alla sfida esterna il cui candidato viene stabilito dalla commissione.
Le sfide vengono valutate da un giudice esterno al fine di garantire l'imparzialità di giudizio.
Il primo in classifica è immune da ogni sfida anche se componente della squadra perdente, inoltre offre alla propria squadra il vantaggio di stabilire quali sfide affrontare e in che ordine esibirsi.
Nell'ultima parte della fase iniziale, a partire dal 5 gennaio 2008, non vengono accettate più sfide esterne e i concorrenti rimasti in gara continuano il meccanismo di sfide a squadre per aggiudicarsi la possibilità di accedere al serale.
La squadra vincente da infatti la possibilità al cantante, ballerino e attore della propria squadra che occupa la posizione più alta in classifica tra i componenti della propria categoria, di ottenere la fascia d'oro.
La fascia d'oro permette al detentore di affrontare un esame il cui esito positivo permette di ottenere la maglia bianca e l'accesso diretto al serale, senza passare per il giudizio della classifica di gradimento. L'esito di questo esame è considerato positivo solamente se ogni componente della commissione giudica positivo l'esame, un solo voto negativo compromette l'esame.
I restanti concorrenti, indipendentemente dalla squadra di appartenenza, possono eventualmente decidere di sfidare i detentori della fascia d'oro e, in caso di vittoria, avere la possibilità di sostenere l'esame. In caso di perdita della sfida o di esito negativo dell'esame, il concorrente perde la possibilità anche in futuro di ottenere la fascia d'oro.
La commissione può riservarsi anche la possibilità di mettere in sfida altri concorrenti o mettere discussione il posto nella scuola di uno dei componenti decidendo modi e termini della messa in discussione (tramite una sfida, tramite limite di tempo per dimostrare miglioramenti, etc). Con questo meccanismo accedono al serale solamente 14 componenti, in base alla classifica di gradimento, includendo anche coloro che eventualmente abbiano ottenuto la maglia bianca del serale tramite l'esame.

## Concorrenti
I 18 ragazzi scelti dalla commissione che sono entrati a far parte della scuola il 20 ottobre 2007 sono suddivisi in 3 categorie: ballo, canto e recitazione. Il simbolo accanto indica la squadra di appartenenza ( Sole o  Luna).
 Cantanti 
- Cassandra De Rosa
- Giuseppe Salsetta
- Marco Carta
- Maria Luigia Larocca
- Marta Rossi
- Pasqualino Maione
- Roberta Bonanno
- Simonetta Spiri

 Ballerini 
- Alessandra Valenti
- Francesco Mariottini
- Gennaro Siciliano
- Gianluca Conversano
- Luca Barbagallo
- Assunta "Susy" Fuccillo
- Valentina "Vale" Mele
- Valentina Tarsitano

 Attori 
- Marina Marchione
- Sebastiano Formica

Nel corso del programma sono entrati a far parte della scuola anche i seguenti ragazzi, vincendo la sfida esterna:
- Mattia De Salve (ballerino) : vince la sfida contro Luca Barbagallo
- Cristina Da Villanova (ballerina) : vince la sfida contro Alessandra Valenti
- Saverio D'Amelio (attore) : vince la sfida contro Sebastiano Formica
- Antonino Lombardo (ballerino) : vince la sfida contro Gianluca Conversano
- Giulia Piana (ballerina) : vince la sfida contro Valentina Tarsitano
- Vincenzo Mingolla (ballerino) : vince la sfida contro Mattia De Salve

## Commissione
Canto 
- Fabrizio Palma, insegnante di canto
- Luca Jurman, insegnante di canto
- Giuseppe Vessicchio, insegnante di musica e responsabile dell'orchestra nella fase serale
- Grazia Di Michele, insegnante di canto

 Danza 
- Alessandra Celentano, insegnante di danza classica
- Garrison Rochelle, insegnante di danza moderna
- Maura Paparo, insegnante di danza hip-hop
- Steve La Chance, insegnante di danza jazz

 Recitazione 
- Fioretta Mari, insegnante di dizione e recitazione
- Paolo Asso, insegnante di recitazione
- Patrick Rossi Gastaldi, insegnante di recitazione

Altri
- Marco Castellano, insegnante di fitness
- Riccardo "Chicco" Sfondrini, autore e responsabile della produzione

## Svolgimento della fase iniziale

### Tabellone delle sfide e delle eliminazioni
Nel tabellone sono indicate, per ogni puntata, l'esito della sfida a squadre, lo sfidante scelto dalla commissione per la sfida esterna e le eventuali eliminazioni.

I simboli  e  indicano rispettivamente la squadra del Sole e della Luna, il punteggio accanto al simbolo sta ad indicare quanti punti il singolo concorrente ha dato alla propria squadra tramite la sua esibizione. Eventuali mezzi punti sono da attribuire a esibizioni svolte in coppia (passi a due, duetti), per cui il punto assegnato viene diviso per merito a entrambi i concorrenti.

Dal 22 dicembre vengono anche indicati i ragazzi che ottengono la fascia d'oro, chi eventualmente ottiene o perde la possibilità di ottenere la maglia d'oro del serale
Legenda:

      Immune/Accede al serale

     In sfida

     Ottiene la fascia d'oro

     Perde la possibilità di ottenere la maglia d'oro

     Eliminato/a 
 : Ottiene la maglia d'oro del serale

 : Non supera l'esame per la maglia d'oro ma detiene la fascia d'oro

 : Perde la possibilità di ottenere la maglia d'oro 

| Vittoria squadre | Vittoria squadre |             | Sole 6 - 4           | Sole 5 - 3           | Sole 6 - 2           | Luna 6 - 3               | Luna 4 - 1               | Luna 7 - 6             | Sole 7 - 3               | Sole 7 - 4               | Sole 5 - 3                  | Luna 6 - 2                  | Sole 6 - 4                  |                             |                             | Vittoria squadre | Vittoria squadre |  |  |
|                  |                  |             |                      |                      |                      |                          |                          |                        |                          |                          |                             |                             |                             |                             |                             |                  |                  |  |  |
|                  | Marco            |             | in sfida (VS Manuel) |                      |                      |                          |                          |                        | +0.5 in sfida (VS Paolo) |                          |                             | +0.5                        |                             | 1                           | Squadra Blu                 | Marco            |                  |  |  |
|                  | Roberta          | Caposquadra | +1                   | +1                   | +1.5                 |                          | in sfida (VS Emanuela)   | +1                     | +1.5                     | +1.5                     |                             | +1                          |                             | 10                          | Squadra Bianca              | Roberta          |                  |  |  |
|                  | Pasqualino       |             | +1                   |                      | +1                   | +1.5                     | +1.5                     | +2                     |                          | +2                       |                             | +1                          |                             | 5                           | Squadra Bianca              | Pasqualino       |                  |  |  |
|                  | Francesco        |             | +0.5                 | +0.5                 | +1                   |                          |                          |                        |                          | +0.5                     | +1                          |                             | +0.5                        | 7                           | Squadra Blu                 | Francesco        |                  |  |  |
|                  | Susy             |             | +0.5                 | +1                   | +1                   |                          |                          | +1                     | +1                       |                          |                             |                             |                             | 8                           | Squadra Bianca              | Susy             |                  |  |  |
|                  | Marta            |             |                      |                      |                      | +1.5                     |                          | +1                     |                          |                          |                             |                             |                             | 6                           | Squadra Blu                 | Marta            |                  |  |  |
|                  | Cassandra        |             | +1.5                 | +0.5                 | +1.5                 |                          |                          | +1.5                   | +1.5                     | +1                       |                             | +1                          | +2                          | 13                          | Squadra Blu                 | Cassandra        |                  |  |  |
|                  | Giulia           | non in gara | non in gara          | non in gara          | non in gara          | non in gara              | non in gara              | non in gara            | non in gara              | in sfida (VS Valentina)  | New entry +2                | +2                          | +1.5                        | 12                          | Squadra Bianca              | Giulia           |                  |  |  |
|                  | Giuseppe         |             | +1.5                 | +1.5                 | +1                   | +1.5                     | +1                       | +1.5                   | +1.5                     | +1.5                     | +2                          |                             | +1.5                        | 2                           | Squadra Bianca              | Giuseppe         |                  |  |  |
|                  | Simonetta        |             |                      |                      |                      |                          | +0.5                     |                        | +1.5                     | in sfida (VS Alessandra) |                             | +0.5                        |                             | 11                          | Squadra Bianca              | Simonetta        |                  |  |  |
|                  | Gennaro          |             |                      | +1                   |                      | +1.5                     | +1                       | +0.5                   |                          | +2                       |                             |                             | +1                          | 3                           | Squadra Blu                 | Gennaro          |                  |  |  |
|                  | Antonino         | non in gara | non in gara          | non in gara          | non in gara          | non in gara              | non in gara              | in sfida (VS Gianluca) | New Entry                |                          |                             |                             |                             | 14                          | Squadra Bianca              | Antonino         |                  |  |  |
|                  | Maria Luigia     |             |                      |                      |                      |                          |                          |                        | +0.5                     |                          |                             |                             |                             | 9                           | Squadra Blu                 | Maria Luigia     |                  |  |  |
|                  | Marina           |             | +1                   | +1                   | Nuovo caposquadra +1 | in sfida (VS Roberta)    | +1                       | +2                     | +1                       |                          | +1                          | +1                          | +1                          | 4                           | Squadra Blu                 | Marina           |                  |  |  |
|                  | Vincenzo         | non in gara | non in gara          | non in gara          | non in gara          | non in gara              | non in gara              | non in gara            | in sfida (VS Mattia)     | New Entry                |                             |                             | +0.5                        | 15                          | Eliminato                   | Vincenzo         |                  |  |  |
|                  | Cristina         | non in gara | non in gara          | non in gara          | non in gara          | in sfida (VS Alessandra) | New Entry                | +1                     | +1                       | +1.5                     |                             |                             | +0.5                        | 16                          | Eliminata                   | Cristina         |                  |  |  |
|                  | Saverio          | non in gara | non in gara          | non in gara          | non in gara          | non in gara              | in sfida (VS Sebastiano) | New Entry              |                          | +1                       |                             |                             |                             | 17                          | Eliminato                   | Saverio          |                  |  |  |
|                  | Valentina        |             | +1                   |                      |                      | +0.5                     |                          | +0.5                   |                          | in sfida (VS Giulia)     | Eliminata                   | Eliminata                   | Eliminata                   | Eliminata                   | Eliminata                   | Valentina        |                  |  |  |
|                  | Vale             |             |                      | in sfida (VS Eliana) |                      | +0.5                     |                          |                        |                          |                          | Eliminata dalla commissione | Eliminata dalla commissione | Eliminata dalla commissione | Eliminata dalla commissione | Eliminata dalla commissione | Vale             |                  |  |  |
|                  | Mattia           | non in gara | non in gara          | non in gara          | in sfida (VS Luca)   | New Entry +0.5           |                          | +1                     | in sfida (VS Vincenzo)   | Eliminato                | Eliminato                   | Eliminato                   | Eliminato                   | Eliminato                   | Eliminato                   | Mattia           |                  |  |  |
|                  | Gianluca         |             |                      |                      |                      |                          |                          | in sfida (VS Antonino) | Eliminato                | Eliminato                | Eliminato                   | Eliminato                   | Eliminato                   | Eliminato                   | Eliminato                   | Gianluca         |                  |  |  |
|                  | Sebastiano       |             |                      |                      |                      |                          | in sfida (VS Saverio)    | Eliminato              | Eliminato                | Eliminato                | Eliminato                   | Eliminato                   | Eliminato                   | Eliminato                   | Eliminato                   | Sebastiano       |                  |  |  |
|                  | Alessandra       |             |                      | +0.5                 |                      | in sfida (VS Cristina)   | Eliminata                | Eliminata              | Eliminata                | Eliminata                | Eliminata                   | Eliminata                   | Eliminata                   | Eliminata                   | Eliminata                   | Alessandra       |                  |  |  |
|                  | Luca             | Caposquadra | + 1                  | +1                   | in sfida (VS Mattia) | Eliminato                | Eliminato                | Eliminato              | Eliminato                | Eliminato                | Eliminato                   | Eliminato                   | Eliminato                   | Eliminato                   | Eliminato                   | Luca             |                  |  |  |

## Classifica di gradimento
Legenda:

     Immune/Accede al serale

     New Entry

     Eliminato/a

     Ottiene la fascia d'oro 

|     | 27/10        | 03/11        | 10/11        | 17/11        | 24/11        | 1/12         | 8/12         | 15/12        | 22/12        | 5/01         | 12/01        | 19/01        | 23/01 CLASSIFICA ACCESSO AL SERALE | 26/01        |     |
| --- | ------------ | ------------ | ------------ | ------------ | ------------ | ------------ | ------------ | ------------ | ------------ | ------------ | ------------ | ------------ | ---------------------------------- | ------------ | --- |
| 1°  | Susy         | Susy         | Susy         | Luca         | Marina       | Marco        | Marco        | Marco        | Marco        | Susy         | Marco        | Marco        | Marco                              | Marco        | 1°  |
| 2°  | Valentina    | Giuseppe     | Giuseppe     | Marco        | Susy         | Susy         | Susy         | Susy         | Francesco    | Pasqualino   | Pasqualino   | Giuseppe     | Giuseppe                           | Antonino     | 2°  |
| 3°  | Giuseppe     | Luca         | Pasqualino   | Susy         | Marco        | Roberta      | Roberta      | Roberta      | Roberta      | Cassandra    | Francesco    | Giulia       | Gennaro                            | Cassandra    | 3°  |
| 4°  | Luca         | Pasqualino   | Marco        | Francesco    | Francesco    | Giuseppe     | Francesco    | Francesco    | Susy         | Marco        | Susy         | Susy         | Marina                             | Francesco    | 4°  |
| 5°  | Maria Luigia | Valentina    | Luca         | Marta        | Roberta      | Francesco    | Cassandra    | Giuseppe     | Marta        | Francesco    | Maria Luigia | Pasqualino   | Pasqualino                         | Roberta      | 5°  |
| 6°  | Marta        | Simonetta    | Valentina    | Cassandra    | Marta        | Pasqualino   | Marta        | Cassandra    | Giuseppe     | Gennaro      | Cassandra    | Cassandra    | Marta                              | Simonetta    | 6°  |
| 7°  | Pasqualino   | Marco        | Simonetta    | Simonetta    | Giuseppe     | Marina       | Giuseppe     | Pasqualino   | Cassandra    | Marta        | Roberta      | Gennaro      | Francesco                          | Pasqualino   | 7°  |
| 8°  | Simonetta    | Marta        | Francesco    | Alessandra   | Gianluca     | Cristina     | Cristina     | Marta        | Cristina     | Giuseppe     | Marta        | Roberta      | Susy                               | Giulia       | 8°  |
| 9°  | Alessandra   | Maria Luigia | Maria Luigia | Sebastiano   | Cassandra    | Marta        | Valentina    | Gennaro      | Antonino     | Roberta      | Simonetta    | Francesco    | Maria Luigia                       | Susy         | 9°  |
| 10° | Vale         | Francesco    | Marta        | Maria Luigia | Maria Luigia | Gianluca     | Maria Luigia | Maria Luigia | Maria Luigia | Giulia       | Cristina     | Marina       | Roberta                            | Giuseppe     | 10° |
| 11° | Gennaro      | Alessandra   | Vale         | Pasqualino   | Mattia       | Valentina    | Pasqualino   | Simonetta    | Valentina    | Marina       | Giulia       | Simonetta    | Simonetta                          | Marina       | 11° |
| 12° | Marco        | Vale         | Alessandra   | Valentina    | Pasqualino   | Maria Luigia | Marina       | Marina       | Vincenzo     | Vincenzo     | Giuseppe     | Cristina     | Giulia                             | Maria Luigia | 12° |
| 13° | Cassandra    | Gennaro      | Gianluca     | Gennaro      | Gennaro      | Cassandra    | Mattia       | Antonino     | Marina       | Simonetta    | Gennaro      | Maria Luigia | Cassandra                          | Marta        | 13° |
| 14° | Sebastiano   | Cassandra    | Roberta      | Giuseppe     | Simonetta    | Mattia       | Simonetta    | Cristina     | Gennaro      | Maria Luigia | Vincenzo     | Marta        | Antonino                           | Gennaro      | 14° |
| 15° | Francesco    | Sebastiano   | Gennaro      | Vale         | Sebastiano   | Gennaro      | Gennaro      | Valentina    | Simonetta    | Saverio      | Antonino     | Antonino     | Vincenzo                           |              | 15° |
| 16° | Roberta      | Roberta      | Cassandra    | Gianluca     | Valentina    | Vale         | Vale         | Vale         | Pasqualino   | Antonino     | Marina       | Vincenzo     | Cristina                           |              | 16° |
| 17° | Gianluca     | Gianluca     | Sebastiano   | Roberta      | Vale         | Simonetta    | Saverio      | Saverio      | Saverio      | Cristina     | Saverio      | Saverio      | Saverio                            |              | 17° |
| 18° | Marina       | Marina       | Marina       | Marina       | Cristina     | Saverio      | Antonino     | Vincenzo     |              |              |              |              |                                    |              | 18° |

## Ascolti
| Puntata | Messa in onda    | Telespettatori | Share  |
| ------- | ---------------- | -------------- | ------ |
| 1       | 20 ottobre 2007  | 4 307 000      | 30,22% |
| 2       | 27 ottobre 2007  | 3 992 000      | 30,09% |
| 3       | 3 novembre 2007  | 3 844 000      | 29,86% |
| 4       | 10 novembre 2007 | 4 044 000      | 29,54% |
| 5       | 17 novembre 2007 | 4 552 000      | 31,67% |
| 6       | 24 novembre 2007 | 4 056 000      | 29,07% |
| 7       | 1º dicembre 2007 | 4 452 000      | 31,12% |
| 8       | 8 dicembre 2007  | 3 987 000      | 28,61% |
| 9       | 15 dicembre 2007 | 4 603 000      | 32,87% |
| 10      | 22 dicembre 2007 | 4 606 000      | 33,27% |
| 11      | 5 gennaio 2008   | 4 234 000      | 30,08% |
| 12      | 12 gennaio 2008  | 4 405 000      | 31,11% |
| 13      | 19 gennaio 2008  | 5 050 000      | 34,14% |
| 14      | 26 gennaio 2008  | 4 500 000      | 31,72% |
| Media   | Media            | 4 331 000      | 30,95% |

- Nota: L'edizione, con una media di 4 331 000 telespettatori e il 30,95% di share, risulta essere la più vista della storia del Pomeridiano (fase iniziale) di Amici di Maria De Filippi.
- Nota: La premiere, sia in termini di telespettatori (4 307 000), che di share (30,22%), risulta essere la più vista della storia del Pomeridiano (fase iniziale) di Amici di Maria De Filippi.
- Nota: La puntata finale, sia in termini di telespettatori (4 500 000) che di share (31,72%), risulta essere la più vista della storia del Pomeridiano (fase iniziale) di Amici di Maria De Filippi.

## La sigla
- Sigla di questa edizione era la canzone Uno su mille di Gianni Morandi, sia nella fase iniziale che serale.